# Abgeordnetenentschädigung in Deutschland
Die Abgeordnetenentschädigung ist die Entschädigung, die den Mitgliedern des Bundestags und der Länderparlamente gewährt wird. Sie wird auch Diäten genannt. In Deutschland gibt es sie seit 1906. Zuvor war die Mitgliedschaft im Parlament ehrenamtlich und die Abgeordneten des Reichstags durften auch keine Bezahlung für diese Tätigkeit erhalten. Neben der Entschädigung erhalten Abgeordnete gewöhnlich eine Amtsausstattung inklusive einer Büropauschale. Die Höhe der Entschädigung orientiert sich seit 2014 am Gehalt eines einfachen Richters bei einem obersten Gerichtshof des Bundes, bleibt aber inzwischen hinter ihr zurück. Die automatische Inflations-Anpassung wurde 2020 ausgesetzt. Die Abgeordnetenentschädigung für Mitglieder des deutschen Bundestags beträgt seit dem 1. Juli 2025 11.833,47 Euro/Monat.

## Allgemeines
Die Höhe und Struktur der Abgeordnetenentschädigung steht kontinuierlich in der öffentlichen Diskussion. Kontrovers diskutiert werden folgende Sachverhalte:
- der Tageslohn eines Abgeordneten im Bundestag
- die absolute Höhe der Diäten,
- das Verhältnis zwischen Diätenhöhe und Arbeitsaufwand der Parlamentarier, insbesondere bei Landtagsabgeordneten[5]
- die Höhe der Diäten im Vergleich zum Einkommen, das ein Abgeordneter außerhalb der Politik verdienen würde (z. B. gemessen an seiner Qualifikation oder an seiner vorherigen beruflichen Tätigkeit),
- die Anpassung der Diäten an die allgemeine Lohnentwicklung,
- die Festlegung der Diäten durch die Parlamente selbst beziehungsweise eine automatische Anpassung an Lohnsteigerungen,
- zusätzliche Leistungen, die Abgeordnete gegenüber Arbeitnehmern oder Beamten erhalten (z. B. Übergangsgelder, Altersversorgung, Freifahrkarten etc.),
- (pauschalisierte) Leistungen für Mitarbeiter, Arbeitsmittel, Wahlkreisbüros etc.,
- die Behandlung der Nebeneinkommen der Parlamentarier,
- Doppelversorgung von Abgeordneten, die gleichzeitig Regierungsämter innehaben,
- indirekte Parteienfinanzierung durch Mandatsträgerabgaben,
- Funktionszulagen (siehe unten)

und
- die Steuerfreiheit der an die deutschen Abgeordneten neben den Diäten gezahlten Aufwendungsentschädigung.

## Geschichte
Mit dem Aufkommen moderner Parlamente im 18. und 19. Jahrhundert war zunächst noch keine Diätenregelung vorgesehen. Um auch vermögenslosen Kandidaten die parlamentarische Arbeit zu ermöglichen, wurden Diäten zunehmend gefordert (z. B. 1836 durch die Chartisten in England). In der Verfassung des Deutschen Reichs von 1871 bestimmte anfangs Art. 32 ein Diätenverbot für die Mitglieder des Reichstags. Ab Januar 1874 erhielten die Abgeordneten lediglich eine Freifahrkarte für die Bahn zur Anreise. Hierdurch sollte der Professionalisierung entgegengewirkt werden („Berufsparlamentarier“) und die Unabhängigkeit der Parlamentarier gestärkt werden. Die Abgeordneten mussten daher über Vermögen verfügen, um mittels der Privateinkünfte ihr Mandat überhaupt finanzieren zu können. Arbeiter und kleine Angestellte (naturgemäß die Klientel der SPD) waren daher per se in ihrem Mandat benachteiligt, so sie denn überhaupt zur Parlamentswahl antreten konnten. Die frühere Deutsche Fortschrittspartei hatte daher einen Diätenfonds gebildet, aus welchem einzelne Abgeordnete solche Entschädigungen erhielten. Erst nach vielen Anläufen und vor allem auf Drängen der SPD, wurde 1906 durch ein verfassungsänderndes Reichsgesetz das Diätenverbot aufgehoben. Auf Ebene der Länder wurden bereits früher Tagegelder gezahlt. So erhielten zum Beispiel die Abgeordneten der zweiten Kammer der Landstände des Großherzogtum Hessen gemäß dem Gesetz vom 20. Oktober 1894 ein Tagegeld von 9, ab 1911 von 15 Goldmark.
Während also im Deutschen Reich und in England die Diätenfrage heiß umkämpft war, waren in den anderen Demokratien in der zweiten Hälfte des 19. Jahrhunderts Diäten üblich. Doch im Deutschen Kaiserreich erfolgte nach vorherigem Einspruch des Kaisers Wilhelm II. im Dezember 1902 die Zustimmung mit der Maßgabe, die Tagegelder bereits ab 1. Mai 1901 zu zahlen. Die notwendige Beschlussfassung durch den Bundesrat wäre ohne Problem zu erreichen und ein entsprechender Gesetzestext müsse nur noch angepasst werden.
In der Weimarer Republik erhielt das Recht auf Abgeordnetenentschädigung erstmals Verfassungsrang (Art. 40 Weimarer Verfassung). Die Abgeordneten erhielten das ganze Jahr hindurch 25 Prozent des Grundgehaltes eines Ministers sowie zusätzlich einem Dreißigstel der Monatspauschale pro Tag, wenn sie außerhalb von Sitzungsperioden in Berlin sein mussten.
Im Jahr 1949 wurde die Abgeordnetenentschädigung in Art. 48 Abs. 3 Grundgesetz festgeschrieben. Die Entschädigung im Jahr 1949 betrug 600 DM. Hinzu kam ein Tagegeld von 450 DM sowie eine pauschalisierte Auslagenerstattung von 300 DM und 600 DM Reisekostenersatz.
Eine Alters- und Hinterbliebenenversorgung für die Mitglieder des Bundestags wurde erst 1968 eingeführt. Zuvor hatte seit 1964 eine Unfall- und Todesfallversicherung bestanden.

## Versorgung der Bundestagsabgeordneten

### Abgeordnetenentschädigung
Die Grundsätze für die Versorgung der Abgeordneten im Deutschen Bundestag sind im Art. 48 Abs. 3 GG festgelegt. Darin heißt es, dass die Abgeordneten Anspruch auf eine angemessene, ihre Unabhängigkeit sichernde Entschädigung haben und alle staatlichen Verkehrsmittel frei benutzen dürfen. Das Nähere wird per Bundesgesetz, in diesem Falle durch das Abgeordnetengesetz, geregelt. Das Abgeordnetengesetz unterscheidet hierbei die Abgeordnetenentschädigung – das eigentliche Gehalt des Abgeordneten – und die Amtsausstattung. Vor 1977 erhielten die Mitglieder des Deutschen Bundestags eine steuerfreie Aufwandsentschädigung, die als Diäten bezeichnet wurde.
Die Mitglieder des Bundestages erhalten eine monatliche „Abgeordnetenentschädigung“ in Höhe von 11.833,47 Euro (Stand 1. Juli 2025). Seit 1977 ist die Abgeordnetenentschädigung steuerpflichtig, bleibt aber von Rentenbeiträgen befreit. Die gewährte Amtsausstattung (§ 12 AbgG) ist eine steuerfreie Pauschale. Ein Tagegeld erhalten die Mitglieder des Bundestags, im Unterschied etwa zu den Europaabgeordneten, nicht.
Seit dem Diäten-Urteil von 1975 des Bundesverfassungsgerichts bestimmen die Bundestags- und Landtagsabgeordneten die Höhe ihrer Bezüge selbst. Nach diesem Urteil sind die Abgeordneten verpflichtet, „vor den Augen der Öffentlichkeit“ die Höhe ihres Einkommens zu bestimmen; eine automatische, an die Gehälter von Beamten gekoppelte Anhebung der Diäten, ist demnach nicht erlaubt. Bei Einführung der Bundestagsdiäten entsprachen die Bezüge den Einkünften eines Richters an einem obersten Bundesgericht. Heute hinken die Diäten um etwa 950 Euro hinter diesem Vergleichsmaßstab her, da die Abgeordneten wiederholt auf eine Diätenerhöhung verzichtet haben. Die Diäten sind wie die allgemeinen Einkommen und Lebenshaltungskosten seit 1977 deutlich angestiegen, statistisch gesehen sind die Diäten aber hinter der allgemeinen Einkommensentwicklung zurückgeblieben, da sie nach dem Diäten-Urteil auch nicht mehr auf Durchschnittseinkommen basieren (BIP pro Kopf in Deutschland 2006, 2.952 Euro monatlich). Ein Vorstoß der Großen Koalition zur Angleichung der Abgeordnetenbezüge an die Bezüge der Bundesrichter zum Beginn des Jahres 2010 auf einen Betrag von 8.159 Euro führte Anfang Mai 2008 zu heftigen Diskussionen. Die Fraktionsvorsitzenden von CDU/CSU und SPD stoppten daraufhin am 20. Mai 2008 das Vorhaben, da es „offensichtlich nicht vermittelbar“ war.
| Abgeordnetenentschädigungen der Bundestagsabgeordneten | Abgeordnetenentschädigungen der Bundestagsabgeordneten | Abgeordnetenentschädigungen der Bundestagsabgeordneten | Abgeordnetenentschädigungen der Bundestagsabgeordneten | Abgeordnetenentschädigungen der Bundestagsabgeordneten |
| Zeitraum                                               | Diäten (zu jeweiligen Preisen)                         | Diäten (zu jeweiligen Preisen)                         | Kostenpauschale (zu jeweiligen Preisen)                | Kostenpauschale (zu jeweiligen Preisen)                |
| Zeitraum                                               | DM/Monat                                               | Euro/Monat                                             | DM/Monat                                               | Euro/Monat                                             |
| ------------------------------------------------------ | ------------------------------------------------------ | ------------------------------------------------------ | ------------------------------------------------------ | ------------------------------------------------------ |
| 1.9.1949 – 31.3.1951                                   | 0.0600                                                 | 0.0307(*)                                              | –                                                      | –                                                      |
| 00.00.1975 – 1977                                      | 03.850                                                 | 01.966                                                 | –                                                      | –                                                      |
| 00.00.1977 – 1982                                      | 07.500                                                 | 03.835                                                 | –                                                      | –                                                      |
| 00.00.1983 –                                           | 07.819,50                                              | 03.998                                                 | –                                                      | –                                                      |
| 1.7.1992 – 30.9.1995                                   | 10.366                                                 | 05.300 (**)                                            | 5.978                                                  | 3.057                                                  |
| 1.1.1996 – 31.12.1996                                  | 11.300                                                 | 05.778 (**)                                            | 6.142                                                  | 3.140                                                  |
| 1.1.1997 – 30.6.1997                                   | 11.300                                                 | 05.778 (**)                                            | 6.251                                                  | 3.196                                                  |
| 1.7.1997 – 31.12.1997                                  | 11.825                                                 | 06.046 (**)                                            | 6.251                                                  | 3.196                                                  |
| 1.1.1998 – 31.3.1998                                   | 11.825                                                 | 06.046 (**)                                            | 6.344                                                  | 3.244                                                  |
| 1.4.1998 – 31.12.1998                                  | 12.350                                                 | 06.314 (**)                                            | 6.344                                                  | 3.244                                                  |
| 1.1.1999 – 30.6.2000                                   | 12.875                                                 | 06.583 (**)                                            | 6.459                                                  | 3.302                                                  |
| 1.7.2000 – 31.12.2000                                  | 12.953                                                 | 06.623 (**)                                            | 6.520                                                  | 3.334                                                  |
| 1.1.2001 – 31.12.2001                                  | 13.200                                                 | 06.749 (**)                                            | 6.558                                                  | 3.353                                                  |
| 1.1.2002 – 31.12.2002                                  | –                                                      | 06.878 (**)                                            | –                                                      | 3.417                                                  |
| 1.1.2003 – 31.12.2007                                  | –                                                      | 07.009 (**)                                            | –                                                      | 3.503                                                  |
| 1.1.2008 – 31.12.2008                                  | –                                                      | 07.339 (**)                                            | –                                                      | 3.782                                                  |
| 1.1.2009 – 31.12.2009                                  | –                                                      | 07.668 (**)                                            | –                                                      | 3.868                                                  |
| 1.1.2010 – 31.12.2011                                  | –                                                      | 07.668 (**)                                            | –                                                      | 3.969                                                  |
| 1.1.2012 – 31.12.2012                                  | –                                                      | 07.960 (**)                                            | –                                                      | 4.029                                                  |
| 1.1.2013 – 30.6.2014                                   | –                                                      | 08.252 (**)                                            | –                                                      | 4.123                                                  |
| 1.7.2014 – 31.12.2014                                  | –                                                      | 08.667 (**)                                            | –                                                      | 4.204                                                  |
| 1.1.2015 – 30.6.2016                                   | –                                                      | 09.082 (**)                                            | –                                                      | 4.267,06                                               |
| 1.7.2016 – 30.6.2017                                   | –                                                      | 09.327 (**)                                            | –                                                      | 4.305,46                                               |
| 1.7.2017 – 30.6.2018                                   | –                                                      | 09.541,74                                              | –                                                      | 4.318,38                                               |
| 1.7.2018 – 30.6.2019                                   | –                                                      | 09.780,28                                              | –                                                      | 4.339,97                                               |
| 1.7.2019 – 30.06.2021                                  | –                                                      | 10.083,45                                              | –                                                      | 4.418,09                                               |
| 1.7.2021 – 30.06.2022                                  | –                                                      | 10.012,89                                              | –                                                      | 4.560,59                                               |
| 1.7.2022 – 30.06.2023                                  | –                                                      | 10.323,29                                              | –                                                      | 4.583,39                                               |
| 1.7.2023 – 30.06.2024                                  | -                                                      | 10.591,70                                              |                                                        | 4.725,48                                               |
| 1.7.2024 –                                             | –                                                      | 11.227,20                                              |                                                        | 5.051,54                                               |

(*) plus Tagegeld 450 DM plus Kostenersatz 300 DM plus 600 DM Reisekostenersatz.
(**) Seit 1. Januar 1995 minus 1/365 des Betrages als Beitrag zur Pflegeversicherung (vgl. § 11 Abs. 3 AbgG).

### Büroausstattung/Konto für Sachleistungen
Um ihr Mandat ausüben zu können, erhalten die Abgeordneten Geld- und Sachleistungen. Zu den Sachleistungen gehören die Bereitstellung von eingerichteten Büros am Sitz des Deutschen Bundestages in Berlin und der Anschluss an das gemeinsame Informations- und Kommunikationssystem des Bundestages, was Telefon, Internet, E-Mail usw. enthält. Zusätzlich wird den Abgeordneten jährlich ein Betrag von 12.000 Euro zur Verfügung gestellt, mit denen sie „vor allem Büromaterial, Geräte wie Laptops mit Zubehör, Diktier- und Faxgeräte, mandatsbezogene Fachbücher, Schreibgeräte, Briefpapier, die IT-Ausstattung ihrer Wahlkreisbüros, Mobiltelefone sowie Mobilfunk- und Festnetzverträge“ beschaffen können. Da die Ausgaben nachgewiesen werden müssen, wird von der Bundestagsverwaltung ein Konto für Sachleistungen eingerichtet, über das die Ausgaben bis zu 12.000 Euro jährlich abgerechnet werden.

### Kostenpauschale
Gemäß § 12 Abs. 2 AbgG erhalten die Bundestagsabgeordneten eine Kostenpauschale, die insbesondere zur Bezahlung von Bürokosten von Wahlkreisbüros außerhalb des Sitzes des Deutschen Bundestages (Miete, Porto, Inventar, Literatur), Mehraufwendungen für Unterkunft und Verpflegung am Sitz des Bundestages und bei Reisen, Fahrtkosten für Fahrten in Ausübung des Mandats, soweit sie nicht erstattet werden, und sonstige Kosten für andere mandatsbedingte Aufwendungen (Repräsentation, Einladungen, Wahlkreisbetreuung usw.) dient. Steht dem Abgeordneten ein personengebundener Dienstwagen zur Verfügung, z. B. als Bundesminister, wird die Kostenpauschale um ein Viertel gekürzt (§ 12 Abs. 6 AbgG). Die Kostenpauschale beträgt seit 1. Januar 2025 monatlich 5.349,58 Euro. Da die Kostenpauschale lediglich der Erstattung von mandatsbedingten Aufwendungen dient, ist sie steuerfrei und gilt nicht als Einkommen. Zudem ist sie nicht pfändbar.
Die Kostenpauschale wird dem Abgeordneten gekürzt, wenn er an einem Sitzungstag des Deutschen Bundestag fehlt; 100 € bei entschuldigtem Fehlen, 200 € bei unentschuldigtem Fehlen und 20 € bei krankheitsbedingtem Fehlen. Für Abgeordnete, die ein Kind unter 14 Jahre pflegen müssen oder unter Mutterschutz stehen, sind von dieser Regelung ausgenommen. Fehlt der Abgeordnete unentschuldigt bei einer Namentliche Abstimmung werden ihm 100 € abgezogen. Näheres regelt § 14 AbgG.
Das Wesen einer Pauschale bedingt, dass die Aufwendungen nicht nachzuweisen sind. Daher ist im Einzelfall nicht feststellbar, ob die Kostenpauschale die mandatsbedingten Aufwendungen abdeckt; mandatsbedingte Aufwendungen, die diesen Betrag übersteigen, können weder beim Bundestag noch beim Finanzamt geltend gemacht werden. Umgekehrt erhalten Abgeordnete, die geringere Aufwendungen haben, durch die Kostenpauschale ein steuerfreies Zusatzeinkommen, was ein Interessenverband kritisch vermerkt.

### Mitarbeiter
Zur Bewältigung der Aufgaben in Berlin und im Wahlkreis haben die Abgeordneten das Recht, auf Kosten des Bundestages Mitarbeiter bis zur Gesamthöhe von 25.874 Euro im Monat (Arbeitnehmerbrutto, Stand März 2024) zu beschäftigen. Die Mitarbeiter dürfen weder derzeitige oder frühere Lebenspartner, noch mit dem Abgeordneten verwandt, verheiratet oder verschwägert sein.

### Reisekostenerstattung
Art. 48 Abs. 3 Satz 2 GG sichert den Abgeordneten die freie Nutzung aller staatlichen Verkehrsmittel. §16 des Abgeordnetengesetzes präzisiert, dass Abgeordnete alle Verkehrsmittel der Deutschen Bahn frei benutzen dürfen. Hierzu erhalten sie eine Netzkarte 1. Klasse. Im Gegensatz zur Bahncard ist diese jedoch bei Nichtbundeseigenen Eisenbahnen ungültig. Fahrten mit diesen werden einzeln erstattet. Diese Netzkarte darf seit 15. November 2012 auch uneingeschränkt privat genutzt werden. Zudem werden die Kosten für Flüge und Schlafwagen gegen Nachweis bei Mandatsreisen im Inland gemäß § 12 Abs. 4 i. V. m. § 16 Abs. 1 Satz 2 AbgG erstattet.

### Zuschuss zur Krankenversicherung
Die Abgeordneten haben die Wahl, ob sie sich gesetzlich oder privat krankenversichern.
Bei gesetzlich Versicherten übernimmt der Bundestag, wie jeder private Arbeitgeber, die Hälfte der Beiträge.
Auch bei Privatversicherten gelten die gleichen Regeln wie bei jedem Angestellten: Der Bundestag übernimmt die Hälfte der monatlichen Belastung bis zu einem Höchstbetrag, der dem Betrag der gesetzlich Versicherten entspricht.

### Arbeitslosen- und Rentenversicherung
Bundestagsabgeordnete zahlen aus ihrer Abgeordnetenentschädigung keine Beiträge zur Arbeitslosen- und Rentenversicherung und erhalten im Gegenzug auch keine Leistungen aus den gesetzlichen Sozialversicherungen, erwerben allerdings pensionsähnliche Ansprüche. Sie sind diesbezüglich wie Beamte gestellt.

### Hinterbliebenenversorgung
Stirbt ein Abgeordneter während der Ausübung seines Mandates, so erhalten die Hinterbliebenen ein Überbrückungsgeld, welches ihnen den Übergang in neue Lebensverhältnisse erleichtern soll. Bei der Abschaffung des Sterbegeldes in der gesetzlichen Krankenversicherung und der Beihilfe der Bundesbeamten wurde das Überbrückungsgeld um einen entsprechenden Betrag gekürzt.

### Übergangsgelder nach Ausscheiden aus dem Bundestag
Nach dem Ende des Mandats erhalten die ehemaligen Abgeordneten ein zu versteuerndes Übergangsgeld in Höhe der jeweils aktuellen Abgeordnetenentschädigung, was der Wiedereingliederung in ihrem früheren Beruf dienen soll. Für jedes Jahr der Mandatsausübung wird das Übergangsgeld einen Monat lang ausgezahlt, höchstens jedoch für 18 Monate. Ab dem zweiten Monat nach dem Ausscheiden werden alle Erwerbs- und Versorgungseinkünfte auf das Übergangsgeld angerechnet.

### Altersbezüge
Die Abgeordneten erhalten auch eine Altersentschädigung. Die Altersentschädigung bemisst sich nach der monatlichen Abgeordnetenentschädigung (§ 11 Abs. 1 AbgG). Der Steigerungssatz beträgt vom 1. Januar 2008 an für jedes Jahr der Mitgliedschaft je 2,5 Prozent der Abgeordnetenentschädigung nach § 11 Abs. 1. Der Höchstbemessungssatz der Altersentschädigung beträgt 65 Prozent und wird nach 26 Jahren erreicht. Das Eintrittsalter für die Altersentschädigung wird – wie auch in der gesetzlichen Rentenversicherung – stufenweise vom 65. auf das 67. Lebensjahr erhöht. Erhalten Politiker aus mehreren Quellen Zahlungen, so werden diese in der Regel nach einem bestimmten Schlüssel aufeinander angerechnet. Die Altersentschädigung ist voll zu versteuern.

### Nebentätigkeiten
Abgeordnete dürfen bezahlte Nebentätigkeiten in der freien Wirtschaft ausüben, etwa in Aufsichtsräten. Das führt in der Öffentlichkeit häufig zu Grundsatzdebatten, inwieweit diese Tätigkeiten durch Interessenkonflikte die freie Entscheidungsfindung beeinflussen. Alle Nebentätigkeiten müssen dem Bundestagspräsidenten angezeigt werden. Die Diäten werden bei Vorliegen von Nebeneinkünften aus verfassungsrechtlichen Gründen nicht entsprechend gekürzt. Viele Nebentätigkeiten bestehen in der ehrenamtlichen Mitarbeit in Stiftungen oder Vereinen.
Nach einer entsprechenden Neuregelung der Transparenzregelung Ende 2005 und einem Urteil des Bundesverfassungsgerichts vom 4. Juli 2007 werden die Einkünfte aus Nebentätigkeiten der Abgeordneten eingeschränkt offengelegt.
Aus meldepflichtigen Nebentätigkeiten waren die Bruttoeinkünfte von Bundestagsabgeordneten in der 19. Legislaturperiode in der Zeit bis Juli 2020 am höchsten für die Abgeordneten der CDU/CSU-Fraktion mit 14,5 Mio. Euro, am niedrigsten für die Grünen mit 120.000 Euro. Die Fraktion mit dem höchsten Anteil von Abgeordneten mit Nebeneinkünften war die FDP mit 53 %.

## Funktionsbezüge
Inhaber bestimmter Funktionen (Mitglieder des Parlamentspräsidiums, Ausschussvorsitzende etc.) erhalten gemäß § 11 Abs. 2 AbgG erhöhte Abgeordnetenentschädigungen durch Amtszulagen.
Davon zu unterscheiden sind Leistungen der Fraktionen an „Fraktionsmitglieder für die Wahrnehmung besonderer Funktionen in der Fraktion“. Über die Summe der diesbezüglichen Ausgaben ist gemäß § 60 Abs. 2 Nr. 2a AbgG öffentlich Rechenschaft abzulegen.
Der Zweite Senat des Bundesverfassungsgerichts hat entschieden, dass die Gewährung einer Funktionszulage an die Fraktionsvorsitzenden mit der Verfassung vereinbar ist. Entsprechende Zulagen, die das Thüringer Abgeordnetengesetz in der Fassung vom 7. Februar 1991 für die stellvertretenden Fraktionsvorsitzenden, die parlamentarischen Geschäftsführer der Fraktionen und die Ausschussvorsitzenden vorgesehen hatte, verstießen hingegen gegen die Freiheit des Mandats und den Grundsatz der Gleichbehandlung der Abgeordneten.

## Reformvorschläge
Die FDP möchte die Aufgabe der Diätenfestsetzung vom Bundestag an eine vom Bundestag unabhängige Kommission übertragen und die Altersversorgung der von freien Berufen angleichen. Dieses System wurde in Nordrhein-Westfalen umgesetzt.

## Versorgung der Abgeordneten in den Parlamenten der deutschen Bundesländer
Die Versorgung der Abgeordneten in den Parlamenten der 16 deutschen Bundesländer unterliegt den dortigen Regelungen. Dabei gibt es insbesondere bei der Altersversorgung deutliche Unterschiede. Neben dem Modell der selbständigen Altersentschädigung (ähnlich der Beamtenversorgung) gibt es für Baden-Württemberg, Brandenburg und Nordrhein-Westfalen ein eigenständiges Versorgungswerk, in Bremen und Schleswig-Holstein erhalten die Abgeordneten zusätzliche monatliche Vorsorgepauschalen, wenn sie privat ohne Kapitalwahlrecht für das Alter vorsorgen.

### Baden-Württemberg
Die Abgeordnetenentschädigung für Mitglieder des Landtags von Baden-Württemberg ist im Abgeordnetengesetz Baden-Württemberg geregelt. Danach erhalten die Abgeordneten derzeit (2021) eine Entschädigung von monatlich 7.972 Euro. Die Entschädigung wird jährlich zum 1. Juli angepasst und folgt dabei einem Index verschiedener Komponenten der Lohnentwicklung. Der Landtagspräsident und die Fraktionsvorsitzenden bekommen eine im Ländervergleich recht hohe Zulage, nämlich zusätzlich 125 Prozent der Grundentschädigung.
Zusätzlich erhalten die Abgeordneten eine Kostenpauschale von monatlich 2.302 Euro (Stand 2021), deren Höhe jährlich nach dem Verbraucherpreisindex für Baden-Württemberg angepasst wird. Für Mitarbeiter werden Kosten bis zur Höhe einer Vollzeit-Stelle der Entgeltgruppe 14 in der Erfahrungsstufe 5 (Endstufe) des TVL übernommen, was wiederum im Ländervergleich relativ hoch ist. Das Abgeordnetengesetz Baden-Württemberg sieht dabei ergänzend vor, dass einige parlamentarische Funktionen mit einer erhöhten Kostenpauschale verbunden werden. So erhalten Landtagspräsident und Fraktionsvorsitzende eine 50 Prozent Zulage auf die Kostenpauschale, Vizepräsidenten und parlamentarische Geschäftsführer sowie Ausschussvorsitzende eine 25 Prozent-Zulage. Auch alle Mitglieder des Petitionsausschusses, von Untersuchungsausschüssen und Enquete-Kommissionen erhalten eine 10 Prozent-Zulage auf die Kostenpauschale. Eine Kombination der Zulagen ist dabei nicht möglich.
Nach einem Jahr Zugehörigkeit zum Landtag besteht im Falle des Ausscheidens für drei Monate Anspruch auf Übergangsgeld. Dabei wird für jedes Jahr Mitgliedschaft im Landtag für einen Monat die Aufwandsentschädigung ausbezahlt, maximal für zwei Jahre. Dabei werden Einkommen aus Erwerbsarbeit und Versorgungsbezüge angerechnet. Auf Antrag kann das Übergangsgeld in halber Höhe für die doppelte Zeit gezahlt werden.
Zur Finanzierung einer Altersversorgung im Versorgungswerk erhalten die Abgeordneten des Landtags Baden-Württemberg zusätzlich monatlich 1.913 Euro (Stand 2021). Keinen Anspruch auf den Altersvorsorgebeitrag haben die Abgeordneten, die gleichzeitig hauptamtliche Mitglieder der Landesregierung oder politische Staatssekretäre sind und durch diese Ämter Ansprüche auf eine Altersversorgung erwerben.

### Bayern
Die Abgeordnetenentschädigung für Mitglieder des bayerischen Landtags ist im Bayerischen Abgeordnetengesetz geregelt. Danach erhalten die Abgeordneten derzeit (Stand Juli 2022) 8.886 Euro. Die Entschädigung wird jährlich zum 1. Juli angepasst und folgt dabei einem Index verschiedener Komponenten der Lohnentwicklung. Die Diäten und das Anpassungsverfahren müssen jede Legislaturperiode neu beschlossen werden.
Zusätzlich erhalten die Abgeordneten eine Kostenpauschale von monatlich 3.726 Euro (Stand Juli 2022). Hier erfolgt die Anpassung jährlich nach dem bayerischen Verbraucherpreisindex. Hinzu kommen Leistungen für bestimmte Dienstfahrten sowie für die Ausstattung mit Informations- und Kommunikationseinrichtungen (12.500 Euro pro Wahlperiode). Für Mitarbeiter werden, geregelt im Haushaltsplan des bayerischen Landtags, Kosten übernommen, die nicht die Summe einer Zwei-Drittel-Stelle der Entgeltgruppe 13 und einer vollen Stelle der Entgeltgruppe 6 des TVL überschreiten dürfen (jeweils höchste Entwicklungsstufe; seit 1. Januar 2012 7.330 Euro).
Nach einem Jahr Zugehörigkeit zum Landtag besteht im Falle des Ausscheidens Anspruch auf Übergangsgeld. Dabei wird für jedes Jahr Mitgliedschaft im Landtag für einen Monat die Aufwandsentschädigung ausbezahlt, maximal für 18 Monate. Ab dem zweiten Monat werden Einkommen aus Erwerbsarbeit und Versorgungsbezüge voll angerechnet.
Nach zehn Jahren Mitgliedschaft im Landtag hat ein Mitglied Anspruch auf Altersentschädigung. Diese beträgt nach zehn Jahren Mitgliedschaft 33,5 Prozent der Abgeordnetenentschädigung und steigt für jedes weitere Jahr um 3,825 Prozent der Entschädigung bis auf maximal 71,75 Prozent. Die Entschädigung wird ab Erreichen der Regelaltersgrenze für die gesetzliche Rentenversicherung gezahlt, bei mehr als zehn Jahren Mitgliedschaft für jedes weitere Jahr Mitgliedschaft ein halbes Jahr früher, maximal aber fünf Jahre vor Erreichen der Regelaltersgrenze. Für Landtagsmitglieder, die keinen Anspruch auf Altersentschädigung erworben haben, besteht Anspruch auf eine Versorgungsabfindung in Höhe von 120 Prozent des Höchstsatzes des Beitrags zur gesetzlichen Rentenversicherung für jeden Monat Mitgliedschaft, eine Nachversicherung für die Dauer der Mitgliedschaft in der gesetzlichen Rentenversicherung mit deren Beitragshöchstsatz oder eine Anerkennung als Dienstzeit für die Beamtenpension.

### Berlin
Die Abgeordnetenentschädigung in Berlin richtet sich nach dem Gesetz über die Rechtsverhältnisse der Mitglieder des Abgeordnetenhauses von Berlin. Die Diäten betragen seit dem 1. Januar 2018 monatlich 3.840 Euro (2017: 3.742 Euro, 2016: 3.601 Euro, 2015: 3.526 Euro, 2014: 3.498 Euro, 2013: 3.477 Euro, 2012: 3.369 Euro). Seit dem 1. Januar 2020 erhalten die Mitglieder des Abgeordnetenhauses eine Grundentschädigung über 6.250 Euro.
Maßstab für die Anpassung ist die Veränderung einer gewogenen Maßzahl der Verdienstentwicklung in Berlin, die sich zusammensetzt aus den Veränderungen der durchschnittlichen Bruttomonatsverdienste vollzeitbeschäftigter Arbeitnehmerinnen und Arbeitnehmer (ohne Sonderzahlungen)
1. im verarbeitenden Gewerbe,
2. in der Energie- und Wasserversorgung,
3. im Baugewerbe,
4. im Handel und im Bereich der Instandhaltung und Reparatur von Kraftfahrzeugen,
5. im Gastgewerbe,
6. im Verkehr und in der Lagerei,
7. im Finanz- und Versicherungsdienstleistungsbereich,
8. im Grundstücks- und Wohnungswesen,
9. im Bereich freiberuflicher, wissenschaftlicher und technischer Dienstleistungen,
10. im Bereich sonstiger wirtschaftlicher Dienstleistungen,
11. in der öffentlichen Verwaltung, Verteidigung und Sozialversicherung,
12. im Erziehungs- und Unterrichtswesen,
13. im Gesundheits- und Sozialwesen,
14. im Bereich der Kunst, Unterhaltung und Erholung,
15. im Bereich sonstiger Dienstleistungen;

diese Veränderungen fließen jeweils zu dem Vomhundertsatz in die gewogene Maßzahl ein, der dem Anteil der Arbeitnehmer dieser Bereiche an der Gesamtzahl der Arbeitnehmer Berlins entspricht. Das Amt für Statistik Berlin-Brandenburg teilt die Prozentuale Veränderung der ermittelten Maßzahl der Verdienstentwicklung bis zum 1. September eines jeden Jahres dem Präsidenten in Form eines Berichts mit. Dieser veröffentlicht den Bericht als Drucksache.
Seit dem Jahr 2012 wurden die Diätenerhöhungen von den Besoldungsanpassungen der Berliner Landesbeamten abgekoppelt. Aus der Begründung zum Gesetzesentwurf: „Es erscheint angemessen, … eine Fortschreibung anhand der Entwicklung der durchschnittlichen Bruttomonatsverdienste vollzeitbeschäftigter Arbeitnehmer vorzunehmen.“
Ein Abgeordneter erhält eine monatliche Kostenpauschale in Höhe von 2.518 Euro (2016). Kosten für Mitarbeiter werden gegen Nachweis bis zu einem Höchstbetrag von monatlich 3021 Euro (Arbeitnehmer-Brutto) zzgl. Arbeitgeberbeiträge gezahlt.
Die Abgeordneten und die Versorgungsempfänger nach diesem Gesetz erhalten auf Antrag einen Zuschuss zu ihren Krankenversicherungsbeiträgen, wenn sie nicht nach den Vorschriften des Fünften Buches Sozialgesetzbuch (SGB V) oder des Gesetzes über die Krankenversicherung der Landwirte Anspruch auf einen Zuschuss zu ihren Krankenversicherungsbeiträgen haben.
Als Zuschuss sind 40 vom Hundert des höchsten allgemeinen Gesamtbeitrages zu zahlen, der bei Krankenversicherungspflicht aufgrund einer Beschäftigung beim Land Berlin an die Betriebskrankenkasse des Landes und der Stadt Berlin zu leisten wäre. Der Betrag lag im Jahr 2013 bei 245 Euro pro Monat.
Die Abgeordneten werden vom Präsidenten gegen Unfall so versichert, dass sie gegen den Versicherer einen eigenen Anspruch auf Leistung einer Invaliditätsentschädigung, eines Krankenhaustage- und Genesungsgeldes sowie auf Ersatz der durch die Behandlung der Unfallfolgen entstehenden notwendigen Heilkosten erwerben.
Es wird ein Übergangsgeld gezahlt, sofern der Abgeordnetenstatus mindestens ein Jahr bestand. Die Dauer des Bezugs entspricht der Zahl der Jahre im Abgeordnetenhaus in Monaten, maximal jedoch 18 Monate.
Eine Altersversorgung in Höhe zwischen 35 Prozent und 65 Prozent der Diäten wird gezahlt, sofern der Abgeordnete mindestens neun Jahre im Amt war und mindestens das 63. Lebensjahr vollendet hat.

### Brandenburg
Im Bundesland Brandenburg sind die Diäten von zurzeit 7.967,35 Euro (Stand 2017) gesetzlich an die Einkommensentwicklung im Land Brandenburg gekoppelt. Die Pauschale für Aufwendungen im Wahlkreis beträgt 635,23 Euro, weitere 243 Euro sollen die Mehrkosten am Sitz des Landtages abdecken. Die Fahrtkostenpauschale beträgt 169 Euro je 30 Kilometer Entfernung zur Landeshauptstadt Potsdam.
Bis 2013 erhielten Abgeordnete eine Altersversorgung für jedes Jahr der Landtagszugehörigkeit in Höhe von 3,3 Prozent der Grunddiät, aber maximal 69 Prozent der Grunddiät (die nach dieser Rechnung nach 20,9 Jahren erreicht sind). Der Anspruch wird je nach Dauer der Abgeordnetentätigkeit ab dem 57. bis 67. Lebensjahr erreicht, und die Altersversorgung wird frühestens ab dem 60. Lebensjahr gezahlt (§§ 11 und 12 AbgG Brandenburg).
Ab der 6. Legislaturperiode greift eine umfassende Reform des Abgeordnetenrechts, die unter anderem die Einführung der Altersversorgung durch ein gemeinsames Versorgungswerk der Landtage Nordrhein-Westfalen und Brandenburg vorsieht.
Seit 2013 erhalten die Abgeordneten nun statt bisher rund 4.731 Euro nun 7.510 Euro im Monat, die allerdings komplett zu versteuern sind. Ab 2017 beträgt die monatliche Entschädigung für Brandenburgische Abgeordnete 7.967,35 Euro, zuzüglich einer zur Finanzierung der Rentenbeiträge zur Verfügung gestellten Pauschale von 1.712,29 Euro.

### Bremen
Die Regelungen für die Abgeordneten der Bremischen Bürgerschaft sind im Bremischen Abgeordnetengesetz festgelegt.
Die Höhe wird jeweils zum 1. Juli eines Jahres an die Einkommens- und Kostenentwicklung angepasst. Demnach erhalten Abgeordnete ab 1. Juli 2024 eine Entschädigung in Höhe von 6.176,55 Euro im Monat (5.318,20 Euro im Jahr 2022) Zur Finanzierung einer nachgewiesenen Altersvorsorge erhalten Abgeordnete eine monatliche Pauschale in Höhe von 1.010,78 Euro (870,31 Euro im Jahr 2022).
Soweit wegen des kommunalen Wahlrechts der EU-Bürger Mitglieder der Stadtbürgerschaft nicht gleichzeitig der Bürgerschaft (Landtag) angehören, erhalten diese (gem. „Ortsgesetz über die nicht der Bürgerschaft (Landtag) angehörenden Mitglieder der Stadtbürgerschaft“) 15 Prozent der monatlichen Aufwandsentschädigung.

### Hamburg
Im „Hamburgischen Abgeordnetengesetz“ sind Entgelte und Leistungen für die Mitglieder der Hamburgischen Bürgerschaft detailliert geregelt. Jeweils zum 1. Januar eines jeden Jahres wird das Entgelt nach einem vom Statistikamt Nord errechneten Durchschnittswert angepasst. Die Angemessenheit von Entgelt und weiteren Leistungen wird vor Ablauf einer Wahlperiode durch ein unabhängiges Diäten-Gremium geprüft und bewertet. So stieg der monatliche Grundbetrag zum 1. Januar 2017 auf 2.777 Euro, zum 1. Januar 2018 auf 2.833 Euro, zum Beginn der 22. Legislaturperiode am 18. März 2020 auf 3.118 Anfang 2019 befanden die Experten eine Erhöhung um monatlich 1.000 Euro zusätzlich für angemessen, zum Juni 2022 erfolgte eine Anpassung der Gelder um 550 Euro.
Aktuell beträgt das monatliche Grund-Entgelt 4.081 Euro (Stand 2024). Präsident und Fraktionsvorsitzende erhalten jeweils den 2,73-fachen, Stellvertreter und Sprecher von Gruppen jeweils den 1,87-fachen Betrag des Entgelts.
An zusätzlichen Leistungen erhält jedes Mitglied eine monatliche Bürokosten-Pauschale von 740 bis 980 Euro und zudem eine Aufwandsentschädigung von 540 Euro/Monat (Funktionsträger erhalten entsprechend die zwei- bis dreifache Summe). Auf Antrag werden Kosten bis zu 3.898 Euro/Monat für Personal und Dienstleistungen erstattet, zuzüglich der Arbeitgeberanteile für Sozial- und Unfallversicherung. Diese Beträge erhöhen sich regelmäßig um einen festgelegten Prozentsatz.
An einmaligen Pauschalen werden pro Wahlperiode 4.500 Euro für Büroausstattung und zwischen 358 und 461 Euro für Büroanmietung gewährt. Für das Kalenderjahr 2024 steht jedem Mitarbeitende der Abgeordneten zudem einmalig ein Betrag von bis zu 3.000 Euro als Inflationsausgleich zu.
Weitere Leistungen sind das Sitzungsgeld in Höhe von 40 Euro je Mitglied/Teilnahme an Sitzungen, eine Unfallversicherung sowie 50-prozentige Kostenübernahme von Kranken- und Pflegeversicherung. Zur Aufwandsentschädigung gehört außerdem die Nutzung von Telefon/Internet und sonstigen Leistungen der Bürgerschaft. Jedes Mitglied erhält außerdem eine Monatskarte für den ÖPNV des HVV.
Auf Antrag können fallweise einmalige Unterstützungen beantragt und einem ehemaligen Mitglied sowie dessen Hinterbliebenen einmalige oder fortwährende Unterhaltszuschüsse gewährt werden.
Nach Ausscheiden aus der Bürgerschaft erhält jedes Mitglied ab einjähriger Zugehörigkeit auf Antrag über ein Jahr ein Übergangsgeld, davon 3 Monate in voller Höhe und weitere 9 Monate mit 50 Prozent der Entgelte.
Weitere Regelungen gibt es für Altersentschädigung, Abfindung, Überbrückungsgeld, Gesundheitsschäden, Hinterbliebenen-Versorgung, Witwen und Waisengeld sowie für den Bezug von Entgelten und Versorgungs-Ansprüchen aus mehreren Amtsverhältnissen.
Im Mai 2024 wurde eine erneute Erhöhung angekündigt, darunter eine deutlich höhere steuerfreie Kostenpauschale, mehr Übergangsgeld und eine bessere Altersversorgung.

### Hessen
Die Abgeordnetenentschädigung in Hessen richtet sich nach dem Hessischen Abgeordnetengesetz (HessAbgG). Die Diäten betragen seit dem 1. Juli 2019 monatlich 8.206 Euro.
Eine Anpassung der Diäten ist vom Hessischen Landtag zu Beginn der Legislaturperiode zu beschließen. Jeweils zum 1. Juli der Jahre 2009, 2010, 2011, 2012 und 2013 werden die Diäten automatisch an die durchschnittliche Einkommensentwicklung angepasst. Maßstab für die Anpassung ist (eigentlich) die Prozentuale Einkommensveränderung eines Korbes von durchschnittlichen Bruttomonatsverdiensten von verschiedenen Einkommensklassen (Arbeiter, Angestellte und Beamten).
Weiterhin wird eine (steuerfreie) Kostenpauschale in Höhe von 533 Euro, ein Übergangsgeld sowie eine Altersversorgung gezahlt.
Seit 1. Juli 2016 beträgt die Abgeordnetenentschädigung 7.583, die steuerfreie Aufwandspauschale 587 Euro pro Monat.
Der Anspruch auf Altersversorgung entsteht nach sechs Jahren Zugehörigkeit zum Landtag und beträgt 27,27 Prozent der Grunddiät (1.807 Euro) und steigert sich für jedes volle Jahr der Zugehörigkeit zum Landtag um 2,75 Prozent bis zu einem Höchstsatz von 71,75 Prozent einer Diät. Das heißt, die Höchstversorgung wird nach 22 Jahren Zugehörigkeit zum Landtag erreicht. Das führt zu einem maximalen Anspruch von 4.755,59 Euro pro Monat.
Siehe auch Diätenerhöhung im hessischen Landtag 1988.

### Mecklenburg-Vorpommern
Ein Abgeordneter in Mecklenburg-Vorpommern erhält derzeit Bezüge in Höhe von 6.829,00 Euro. Für die Betreuung des Wahlkreises, Bürokosten, Mobiliar, Kosten für Porto und Telefon sowie sonstige Auslagen erhält jeder Abgeordnete eine monatliche Kostenpauschale in Höhe von 2.307,56 Euro.
Nach dem Ausscheiden kann ein Abgeordneter bis zu 3 Jahre lang Übergangsgeld erhalten. Die maximale Bezugsdauer richtet sich nach der Dauer der Mitgliedschaft im Landtag. Die Höhe des Übergangsgeldes beginnt bei 90 Prozent sinkt bereits nach 3 Monaten auf 70 Prozent, nach einem Jahr auf 50 Prozent. Dabei werden andere Einkünfte umfassend angerechnet.
Altersbezüge erhält der ehemalige Abgeordnete grundsätzlich erst nach dem vollendeten 67. Lebensjahr. Deren Höhe richtet sich nach der Dauer der Tätigkeit im Landtag. Auf die Altersversorgung werden andere Einkünfte umfangreich angerechnet, anders als bei Ansprüchen gegenüber Versorgungswerken oder aus Rentenversicherungen.

### Niedersachsen
Die Abgeordnetenentschädigung für Mitglieder des Niedersächsischen Landtags ist im Niedersächsischen Abgeordnetengesetz geregelt. Danach erhalten die Abgeordneten derzeit 7.175,52 Euro (Stand 2019). Die Entschädigung wird jährlich zum 1. Juli angepasst und folgt dabei einem Index verschiedener Komponenten der Lohnentwicklung. Voraussetzung für jede einzelne Anpassung ist aber die Bestätigung durch das Landtagsplenum, insofern wird der Automatismus in Niedersachsen durchbrochen. Abgesehen von dieser besonderen Regelung enthält das Abgeordnetengesetz einige auch in den anderen Bundesländern übliche Regelungen, etwa zur doppelten Grundentschädigung für den Landtagspräsidenten. Der Zuschlag für Vizepräsidenten beträgt nur 40 Prozent.
Zusätzlich erhalten die Abgeordneten eine Kostenpauschale von monatlich 1.456,95 Euro (Stand 2019). Präsident, Vizepräsidenten und Ausschussvorsitzende bekommen eine höhere Kostenpauschale. Hinzu kommen weitere Leistungen. Für Mitarbeiter der Abgeordneten werden die Kosten einer Vollzeit-Stelle der Entgeltgruppe 9 und Entwicklungsstufe 4 übernommen.
Nach einem Jahr Zugehörigkeit zum Landtag besteht im Falle des Ausscheidens für mindestens drei Monate Anspruch auf Übergangsgeld. Auch für jedes weitere Jahr Mitgliedschaft im Landtag wird für einen Monat die Aufwandsentschädigung als Übergangsgeld ausbezahlt, maximal für ein Jahr. Einkommen aus Erwerbsarbeit und Versorgungsbezüge werden angerechnet.
Bereits nach einem Jahr Mitgliedschaft im Landtag hat ein Mitglied Anspruch auf Altersentschädigung. Die Höhe der Altersentschädigung beträgt pro Jahr der Mitgliedschaft 2,5 Prozent der Abgeordnetenentschädigung, maximal 71,75 Prozent. Die Entschädigung wird ab Vollendung des 67. Lebensjahres gezahlt. Für Landtagsmitglieder, die keinen Anspruch auf Altersentschädigung erworben haben, besteht Anspruch auf eine Versorgungsabfindung in Höhe des Höchstsatzes des Beitrags zur gesetzlichen Rentenversicherung für jeden Monat Mitgliedschaft, eine Nachversicherung für die Dauer der Mitgliedschaft in der gesetzlichen Rentenversicherung mit deren Beitragshöchstsatz oder eine Anerkennung als Dienstzeit für die Beamtenpension.

### Nordrhein-Westfalen
Seit Juli 2022 beziehen NRW-Landtagsabgeordnete 9.839 Euro (Brutto) und zusätzlich 2.539 Euro monatlich für das Versorgungswerk (Altersversorgung). Des Weiteren steht jedem Abgeordneten seit Dezember 2022 eine Mitarbeiterpauschale in Höhe von 9.236 Euro zur Verfügung.
Der Landtag in Nordrhein-Westfalen beschloss im Jahr 2005 einstimmig eine Neuregelung der Abgeordnetenbezüge. Im Gegenzug muss der Brutto-Betrag vollständig versteuert werden. Ebenso entfielen andere Zulagen und Kostenpauschalen komplett. Urlaubs- oder Weihnachtsgeld gibt es nicht, auch wird kein Sitzungsgeld mehr gezahlt. Die Bezugszeit von Übergangsgeldern (nach Ausscheiden des Landtags) wurde auf zwölf Monate reduziert. Jeder Abgeordnete zahlt für seine Altersversorgung monatlich 2.453 Euro seiner Bezüge in ein zu diesem Zweck errichtetes „Versorgungswerk der Mitglieder des Landtags Nordrhein-Westfalen und des Landtags Brandenburg“ ein. Dieses finanziert die späteren Zahlungen an seine Mitglieder ausschließlich aus deren eigenen Beiträgen, seitens des Landes NRW werden keine Beitragszahlungen geleistet. Lediglich die Verwaltungskosten werden zusätzlich aus dem Landeshaushalt finanziert. Damit ist die Altersversorgung vollkommen unabhängig sowohl von der Gesetzlichen Rentenversicherung, als auch von Versorgungsregelungen im Öffentlichen Dienst organisiert. Die Zahlungen des NRW-Versorgungswerkes werden deshalb später, nicht auf andere Rentenbezüge oder Versorgungsansprüche des öffentlichen Dienstes angerechnet, diese werden (Anspruch vorausgesetzt) zusätzlich gezahlt. Es findet eine jährliche Anpassung der Abgeordnetenbezüge am 1. Juli statt.
Im Januar 2018 erhöhten CDU, SPD, FDP und Grüne gegen die Stimmen der AfD-Fraktion die Mitarbeiterpauschale um 89 Prozent von 4.417 auf 8.348 Euro.

### Rheinland-Pfalz
Die Abgeordnetenentschädigung für Mitglieder des Landtags Rheinland-Pfalz ist im Abgeordnetengesetz des Landes geregelt. Die Abgeordneten erhalten mit Stand Januar 2020 eine monatliche Entschädigung von 6.992,57 Euro, die zu versteuern ist. Der Landtagspräsident und die Fraktionsvorsitzenden erhalten – wie in vielen anderen Landtagen (s.d.) – eine Zulage in Höhe einer weiteren Grundentschädigung. Die Landtagsvizepräsidenten erhalten eine Zulage in Höhe einer halben Grundentschädigung.
Zusätzlich erhalten die Abgeordneten eine Kostenpauschale, insbesondere für die Betreuung des Wahlkreises, Bürokosten, Porto und Telefon von monatlich 1.280 Euro. Der Präsident, die Vizepräsidenten, die Fraktionsvorsitzenden und die Ausschussvorsitzenden erhalten auf die Kostenpauschale eine Zulage. Weiter wird den Abgeordneten eine Tagegeldpauschale für Mehraufwendungen am Sitz des Landtags in Höhe von 310 Euro und eine Fahrtkostenerstattung -gestaffelt nach Entfernung des Wohnsitzes von Mainz- von mindestens 161,06 Euro gezahlt.
Auf Antrag werden Kosten für die Beschäftigung von Mitarbeitern zur Unterstützung bei der parlamentarischen Arbeit bis zur Höhe des Betrages übernommen, der dem Tabellenentgelt Entgeltgruppe TV-L E 9 (Stufe 3) entspricht.
Ein Abgeordneter erhält nach seinem Ausscheiden drei Monate Übergangsgeld in Höhe der Grundentschädigung, sofern er dem Landtag mindestens ein Jahr angehört hat. Für jedes weitere Jahr der Mitgliedschaft wird ein weiterer Monat Übergangsgeld übernommen, insgesamt höchstens 12 Monate.
Ein ehemaliger Abgeordneter erhält nach seinem Ausscheiden eine Altersversorgung, wenn er das 60. Lebensjahr vollendet und dem Landtag zehn Jahre angehört hat. Bis zum 13. Jahr der Mitgliedschaft entsteht der Anspruch ein Jahr früher, d. h. nach 13 Mitgliedsjahren besteht der Anspruch auf Altersversorgung ab dem 57. Lebensjahr.
Die Höhe der Altersversorgung beträgt nach 10 Mitgliedsjahren 33 Prozent der Grundentschädigung. Sie erhöht sich für jedes weitere Jahr der Mitgliedschaft bis zum 20. Jahr um 3,5 Prozent. Demnach beträgt die Höchstgrenze 68 Prozent der Grundentschädigung.

### Saarland
Die Abgeordnetenentschädigung für Mitglieder des Saarländischen Landtags ist im Saarländischen Abgeordnetengesetz geregelt. Danach erhalten die Abgeordneten eine Entschädigung von monatlich 6.239 Euro. Der Landtagspräsident und die Fraktionsvorsitzenden bekommen – wie in vielen anderen Landtagen (s.d.) – eine Zulage in Höhe einer weiteren Grundentschädigung.
Zusätzlich erhalten die Abgeordneten eine Kostenpauschale von monatlich 1.459 Euro. Der Präsident, die Vizepräsidenten, die Fraktionsvorsitzenden und die Ausschussvorsitzenden erhalten auf die Kostenpauschale eine Zulage von bis zu 40 Prozent. Hinzu kommen Sitzungsgelder von 25 Euro pro Sitzung, sowie weitere Leistungen, etwa eine Fahrtkostenpauschale in Höhe von mindestens 77 Euro monatlich, die abhängig von der Entfernung vom Wohnort zum Landtagssitz ist. Eine Erstattung der Kosten für Mitarbeiter der Abgeordneten sieht das saarländische Abgeordnetengesetz nicht vor, anders als die entsprechenden Regelungen der anderen Landtage.
Nach einem Jahr Zugehörigkeit zum Landtag besteht im Falle des Ausscheidens für drei Monate Anspruch auf Übergangsgeld. Für jedes weitere Jahr Mitgliedschaft im Landtag wird einen weiteren Monate die Aufwandsentschädigung ausbezahlt, maximal für achtzehn Monate. Dies entspricht den Regelungen anderer Bundesländer (s. d.). Auf das Übergangsgeld werden Einkommen aus Erwerbsarbeit und Versorgungsbezüge angerechnet.
Abgeordnete erhalten nach einer Zugehörigkeit zum Landtag von zehn Jahren nach ihrem Ausscheiden mit Vollendung des 65. Lebensjahres Altersentschädigung in Höhe von 35 Prozent der Grundentschädigung. Die Altersentschädigung erhöht sich für jedes weitere volle Jahr der Mitgliedschaft um 3,5 Prozent bis zur Höchstgrenze von 71,75 Prozent. Soweit in der Mandatszeit etwa bei den Mitgliedern des Landtagspräsidiums eine erhöhte Grundentschädigung gezahlt wurde, wird dieser Betrag anteilig für die Altersentschädigung zu Grunde gelegt. Insgesamt sind damit die erreichbaren Altersentschädigungen im Ländervergleich eher hoch.

### Sachsen
Die Grunddiät eines Landtagsabgeordneten des Freistaates Sachsen orientiert sich an den Bezügen eines Vorsitzenden Richters am Landgericht (Besoldungsgruppe R2 Stufe 8) und beträgt derzeit (seit August 2014) 5.212,54 Euro (ab August 2015 5337,64 Euro, ab August 2016 5.487,09 Euro, ab August 2017 5668,16 Euro), die zu versteuern ist. Zusätzlich erhalten Abgeordnete eine Kostenpauschale in Höhe von mindestens 3.163,28 Euro (wohnsitzabhängig bis maximal 4.135,97 Euro), welche steuerfrei bleibt und für deren Zahlung kein Nachweis tatsächlicher Ausgaben vorgelegt werden muss. Nach Verlust des Abgeordnetenstatus wird ein Übergangsgeld in Höhe der Grunddiät für jedes Jahr der Mitgliedschaft einen Monat geleistet, höchstens jedoch für 18 Monate. Weiterhin gibt es je nach Dauer der Landtagszugehörigkeit (Voraussetzung Mitgliedschaft im LT mindestens 10 Jahre) eine Altersversorgung der Abgeordneten. Sie erhalten zwischen 1.499 Euro und 3.212 Euro, deren Auszahlung ab dem 67. Lebensjahr beginnt. Durch die Änderung des Abgeordnetengesetzes am 23. März 2011 wurde die Rentenregelung für alle Abgeordneten der 5. und späterer Legislaturen (ab August 2009) an die Regelungen der gesetzlichen Rente angepasst. Hierdurch können die Abgeordneten nun frühestens 5 Jahre vor Erreichen des gesetzlichen Renteneintrittsalters (derzeit 67) bei Rentenabschlägen von 3,6 Prozent pro Jahr in Rente gehen.
Mit dem Elften Gesetz zur Änderung des Abgeordnetengesetzes vom 15. November 2007 sollte das „nordrhein-westfälische Modell“ einer Altersversorgung durch Beiträge an ein Abgeordneten-Versorgungswerkes übernommen werden. Mit dem Dreizehnten Gesetz zur Änderung des Abgeordnetengesetzes vom 14. Dezember 2010 wurde diese Entscheidung wieder rückgängig gemacht. Abgeordnete der laufenden 5. Wahlperiode haben ein Wahlrecht zwischen der Auszahlung eines Vorsorgebeitrages zum Abschluss einer privaten Rentenversicherung ohne Kapitalwahlrecht oder einer Altersversorgung durch den Landtag in Anlehnung an die Beamtenversorgung. Der Vorsorgebeitrag entspricht dem Höchstbeitrag für eine freiwillige Versicherung in der gesetzlichen Rentenversicherung und wird nicht an Mitglieder der Staatsregierung gezahlt.

### Sachsen-Anhalt
Das Grundgesetz und die Landesverfassung Sachsen-Anhalt bestimmen, dass Abgeordnete einen Anspruch auf eine angemessene, ihre Unabhängigkeit sichernde Entschädigung haben. Die Entschädigung muss für alle Abgeordneten gleich sein.
Darüber was angemessen ist, holt der Landtagspräsident den Rat der Diätenkommission ein. Diese Kommission hat in der 5. Wahlperiode empfohlen, auch künftig die Abgeordnetenentschädigung an dem Endgrundgehalt eines Richters im Land Sachsen-Anhalt in der unteren Besoldungsgruppe R 1 zu orientieren. Deshalb hat sie vorgeschlagen, ab dem 1. Januar 2008 die Grundentschädigung um 175 Euro anzuheben und so an die aktuelle, seit 1. Januar 2004 gültige Richterbesoldung anzupassen (4.662 Euro).
Aufgrund der Erhöhung der Richterbezüge um 2,9 Prozent im Mai 2008 soll auch die Entschädigung um weitere 135 Euro auf 4.797 Euro ansteigen. In Anbetracht der Haushaltslage des Landes soll diese Erhöhung der Grundentschädigung allerdings erst ein Jahr später als für die Richter und damit zum 1. Mai 2009 wirksam werden.
Ein Abgeordneter erhält eine monatliche Entschädigung ab dem 1. Mai 2009 von 4.797 Euro. Neben dieser Entschädigung erhält ein Abgeordneter monatlich eine Pauschale in Höhe von 997 Euro für allgemeine Kosten, die sich aus seiner Stellung als Abgeordneter ergeben. 2012 sollen die Abgeordnetenentschädigungen von monatlich 4.797 Euro um 858 Euro auf dann 5.655 Euro steigen.
Per 2017 beträgt die Abgeordnetenentschädigung 6.226,72 Euro, plus steuerfreier Pauschale von 1.800 Euro monatlich.

### Schleswig-Holstein
Die Abgeordnetenentschädigung für Mitglieder des Schleswig-Holsteinischen Landtags ist im Abgeordnetengesetz Schleswig-Holstein geregelt. Danach erhalten die Abgeordneten seit dem 1. Juli 2013 eine Entschädigung von monatlich 7.549,55 Euro. Die Entschädigung wird jährlich zum 1. Juli angepasst und folgt dabei einem Index verschiedener Komponenten der Lohnentwicklung. Der Landtagspräsident und die Fraktionsvorsitzenden bekommen eine im Ländervergleich moderate Zulage, nämlich zusätzlich 72 Prozent der Grundentschädigung.
Zusätzlich erhalten die Abgeordneten Reisekosten, Fahrkosten und Übernachtungskosten erstattet. Für Mitarbeiter werden Kosten bis zur Höhe von 966,27 Euro (seit 1. Juli 2013) übernommen, das ist im Vergleich zu der Erstattung von Mitarbeiterkosten bei anderen Landtagen (s.d.) bis zur Entgeltgruppe 9, 13 oder 14 recht wenig.
Nach einem Jahr Zugehörigkeit zum Landtag besteht im Falle des Ausscheidens für drei Monate Anspruch auf Übergangsgeld. Für jedes weitere Jahr der Mitgliedschaft im Landtag wird jeweils für drei weitere Monate die Aufwandsentschädigung ausbezahlt, maximal für zwei Jahre. Damit ist die Absicherung in den ersten Mandatsjahren deutlich besser als in anderen Landtagen, die für das zweite und folgende Mandatsjahre nur jeweils einen Monat Übergangsgeld zusätzlich gewähren (s.d.). Auf das Übergangsgeld werden Einkommen aus Erwerbsarbeit und Versorgungsbezüge angerechnet.
Zur Finanzierung einer Altersversorgung erhielten die Abgeordneten des Schleswig-Holsteinischen Landtags zusätzlich ab 1. Juli 2013 monatlich 1.500 Euro gegen den Nachweis, aus diesem Betrag zumindest den Höchstbeitrag für die gesetzliche Rentenversicherung in eine Altersversorgung ohne Kapitalwahlrecht einzusetzen. Auf die tatsächlich nach Erreichen der Altersgrenze ausgezahlte Altersversorgung kann damit keine Anrechnung anderer Einkünfte mehr erfolgen, anders als bei dem für Abgeordnete anderer Parlamente angewandten Versorgungsmodell entsprechend der Beamtenversorgung. Keine Anspruch auf den Altersvorsorgebeitrag haben die Abgeordneten, die gleichzeitig Anspruch auf ein Einkommen aus einem Amtsverhältnis haben, etwa als hauptamtliche Mitglieder der Landesregierung oder politische Staatssekretäre sind. Diese erwerben bereits durch diese Ämter Ansprüche auf eine Altersversorgung.
Mit Stand 2017 stiegen die Abgeordnetenbezüge zwischenzeitlich auf 8.035 Euro, zuzüglich eines Beitrags von 1.500 Euro für die Finanzierung der Rentenversicherung. Das Altersvorsorgesystem wurde mit Beginn der 20. Wahlperiode, ab Sommer 2022, umgestellt. Abgeordnete erwerben nun pro Jahr der Mitgliedschaft einen Altersvorsorgeanspruch von 1,5 Prozent der Abgeordnetenentschädigung ab dem 67. Lebensjahr. Die Zuschüsse für die Altersversorgung entfielen dafür.
Aktuell erhalten die Abgeordneten in Schleswig-Holstein folgende Bezüge:
Abgeordnetenbezüge: 10.042,00 €
Als zusätzliche Entschädigung für die Ausübung besonderer parlamentarischer Funktionen erhalten
- die Präsidentin oder der Präsident 72 v.H. (7.230 €)
- die Vizepräsidentinnen und/oder Vizepräsidenten 13 v.H. (1.305 €)
- die Fraktionsvorsitzenden 72 v.H. (7.230 €)
- eine Abgeordnete oder ein Abgeordneter der dänischen Minderheit (Vorsitzende oder Vorsitzender), wenn die Stärke einer Fraktion nicht erreicht wird, 45 v.H. (4.519 €)
- die Parlamentarischen Geschäftsführerinnen oder die Parlamentarischen Geschäftsführer der Fraktionen 45 v.H. der Entschädigung (4.519 €).

Anders als die meisten Länder zahlt Schleswig-Holstein keine Pauschalen für mandatsbedingten Mehraufwand, allgemeine Bürokosten, Informationstechnik oder Wahlkreisbüros. Vielmehr wurden diese Ausgaben sowie Jahressonderzahlungen in die Abgeordnetenentschädigung eingerechnet. Andere Länder zahlen ihren Abgeordneten steuerfreie Pauschalen bis zu 4.294 € pro Monat.

### Thüringen
Nach § 54 der Thüringer Verfassung („Diäten-Paragraph“) erfolgt jährlich eine Anpassung der Diäten nach festgelegten Regeln. Die Diäten steigen mit der Inflationsrate. Die Aufwandspauschale für Wahlkreismitarbeiter steigt mit den Tarifabschlüssen des öffentlichen Dienstes. Eine Beschlussfassung im Landtag findet nicht statt.
Die Diäten betragen 5.357,32 Euro pro Monat, dazu kommt eine wohnortabhängige steuerfreie Aufwandspauschale zwischen 1.912 und 2.669 Euro für allgemeine Kosten sowie für Mehraufwendungen am Landtagssitz und eine Fahrtkostenpauschale.
Abgeordnete erhalten nach einer Zugehörigkeit zum Landtag von mindestens sechs Jahren nach ihrem Ausscheiden mit Vollendung des 60. Lebensjahres Altersentschädigung. Die Altersentschädigung beträgt 26 Prozent der Grundentschädigung. Sie erhöht sich für jedes weitere volle Jahr der Mitgliedschaft über die Mindestzeit nach § 13 hinaus um 3 Prozent bis zur Höchstgrenze von 71,75 Prozent.

### Abgeordnetenentschädigungen der deutschen Landesparlamente
Jeweilige Bezüge (ohne Cent-Beträge), Stand  2024, Quelle jeweilige Landtage
| Parlament                      | Diäten [Euro/Monat] | Aufwandspauschale [Euro/Monat] | Versorgungsaufwendungen [Euro/Monat] | Mitarbeiterpauschale [Euro/Monat] |
| ------------------------------ | ------------------- | ------------------------------ | ------------------------------------ | --------------------------------- |
| Landtag von Baden-Württemberg  | 7.972               | 2.302                          | 1.913                                | 10.897                            |
| Bayerischer Landtag            | 9.215               | 3.984                          | –                                    | 8.866                             |
| Abgeordnetenhaus von Berlin    | 6.657               | 2.779                          | –                                    | 6.930                             |
| Landtag Brandenburg            | 7.604               | 1.003                          | 1.856                                | 4.619                             |
| Bremische Bürgerschaft         | 5.318               | –                              | 870                                  | –                                 |
| Hamburgische Bürgerschaft      | 4.081               | 0540                           | –                                    | 3.898                             |
| Hessischer Landtag             | 8.785               | 01.400                         | –                                    | 5.817                             |
| Landtag Mecklenburg-Vorpommern | 6.466               | 1.587                          | –                                    | 4.726                             |
| Niedersächsischer Landtag      | 7.485               | 1.526                          | –                                    | 3.560                             |
| Landtag Nordrhein-Westfalen    | 10.368              | –                              | 2.704                                | 9.236                             |
| Landtag Rheinland-Pfalz        | 7.394               | 1.530 (*)                      | –                                    | 4.064                             |
| Landtag des Saarlandes         | 6.238               | 1.459                          | –                                    | –                                 |
| Sächsischer Landtag            | 6.505               | 3.461–4.525                    | –                                    | 8.128                             |
| Landtag von Sachsen-Anhalt     | 7.230               | 1.914                          | –                                    | 4.867                             |
| Landtag Schleswig-Holstein     | 10.042              | –                              | -                                    | 3.425                             |
| Thüringer Landtag              | 6.036               | 2.037–2.845                    | –                                    | 3.831                             |
| Zum Vergleich: Bundestag       | 10.591              | 4.725                          | –                                    | 25.874                            |

(*) zzgl. Reisekosten